# Magyar Posta Központi Járműtelep
A Magyar Posta Központi Járműtelep egy régi budapesti posta épületegyüttes.

## Története
A fejlődő Magyar Posta igényeinek kielégítésére (elsősorban járműveinek tárolására) épült a Budapest XIV. kerületi Egressy úton a nagy méretű létesítményt. A terveket Bierbauer István már 1914-ben elkészített, de az engedélyek megadásának elhúzódása miatt csak 1923 (vagy 1924) és 1928 között épülhetett fel a komplexum. Tervezésében segédkezett Bierbauernek Hübner Jenő, – más források szerint Fritz Jenő. A vasbeton felhasználási tervei Lipták Pál készítette el.
A következő épületek voltak a telephelyen:
- emeletes járműtároló-csarnok (garázs)
- kocsimosó
- kazánház
- szivattyúház
- irodaház
- akkumulátor töltő
- műhely
- lakóházak a hivatalnokok és a munkások számára

A nagyobb járműtároló-csarnok felhajtó rámpája a korban világkülönlegességnek számított.
Napjainkban a létesítmény a Magyar Posta Zrt. Logisztikai Igazgatóság központi telephelyeként működik. Megtekintésére alkalmanként a Postamúzeum szervez idegenvezetéseket.

## Érdekességek
- Itt vészelte át a második világháborút az utolsó „Csonka János-féle tricikli”, és innen került az 1950-es években a Közlekedési Múzeumhoz.[7]
- 1981-ben itt forgatták a Dögkeselyű című film egyik (autós üldözést bemutató) jelenetét.[1]

## Képek

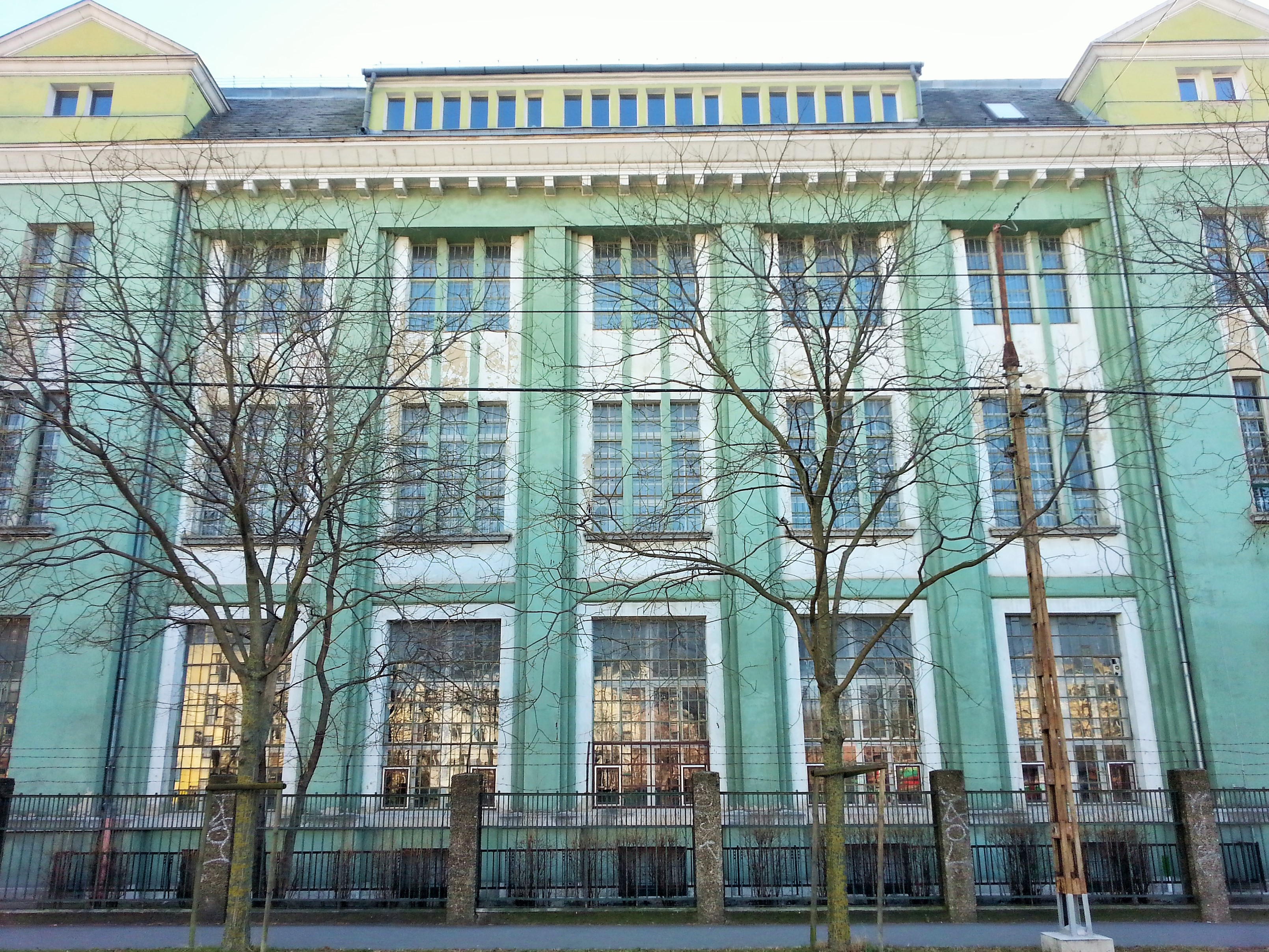
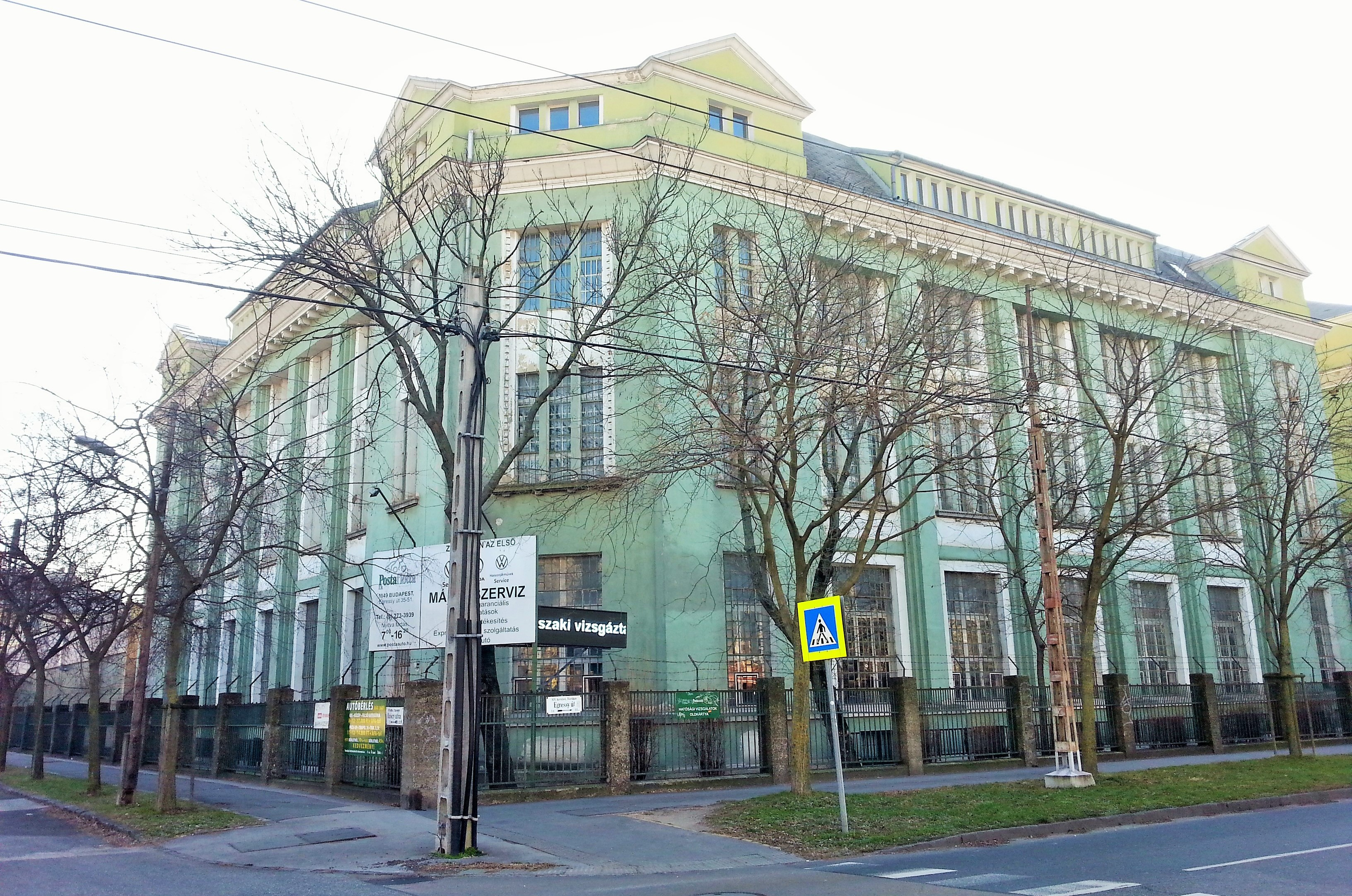
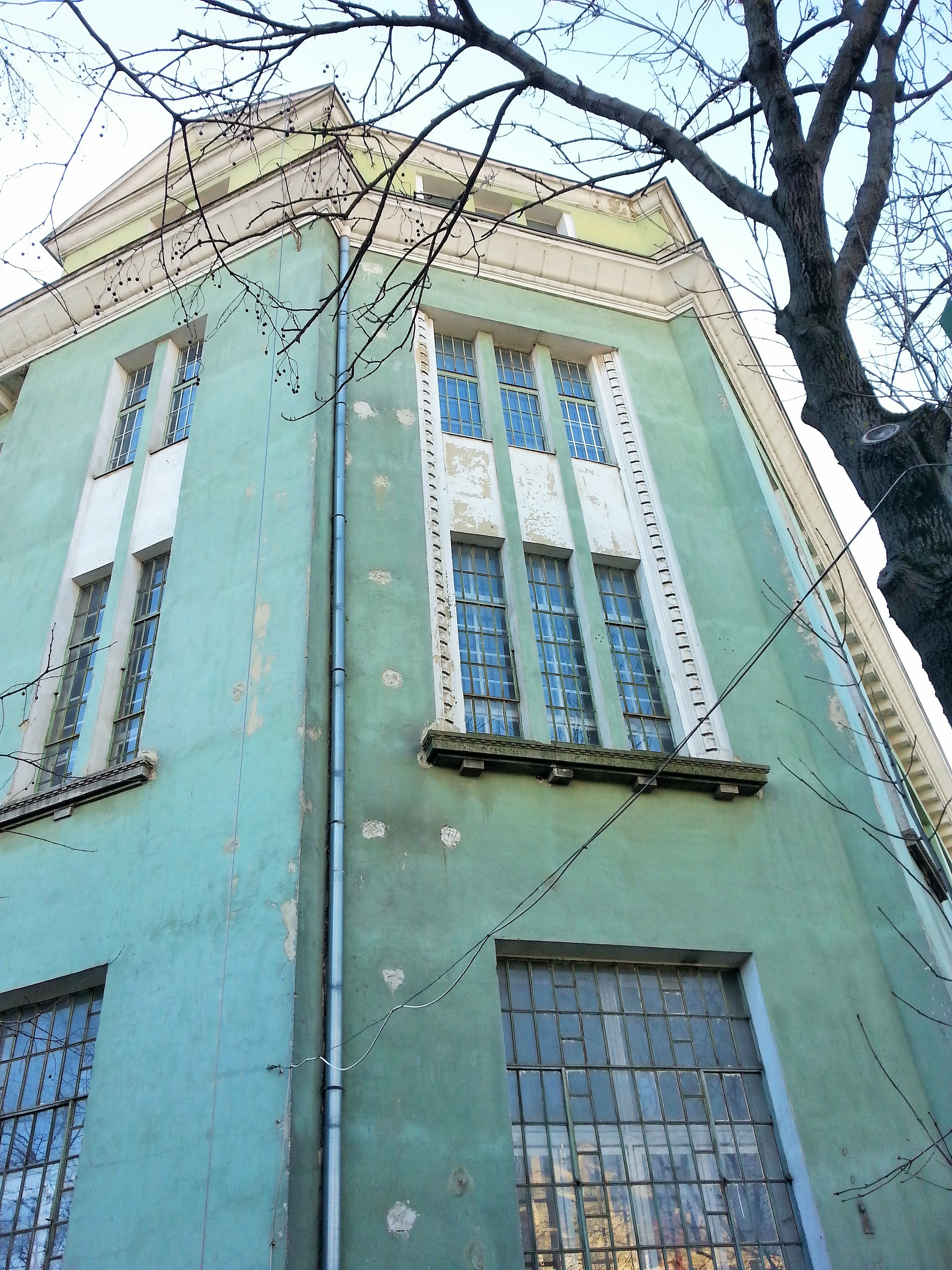
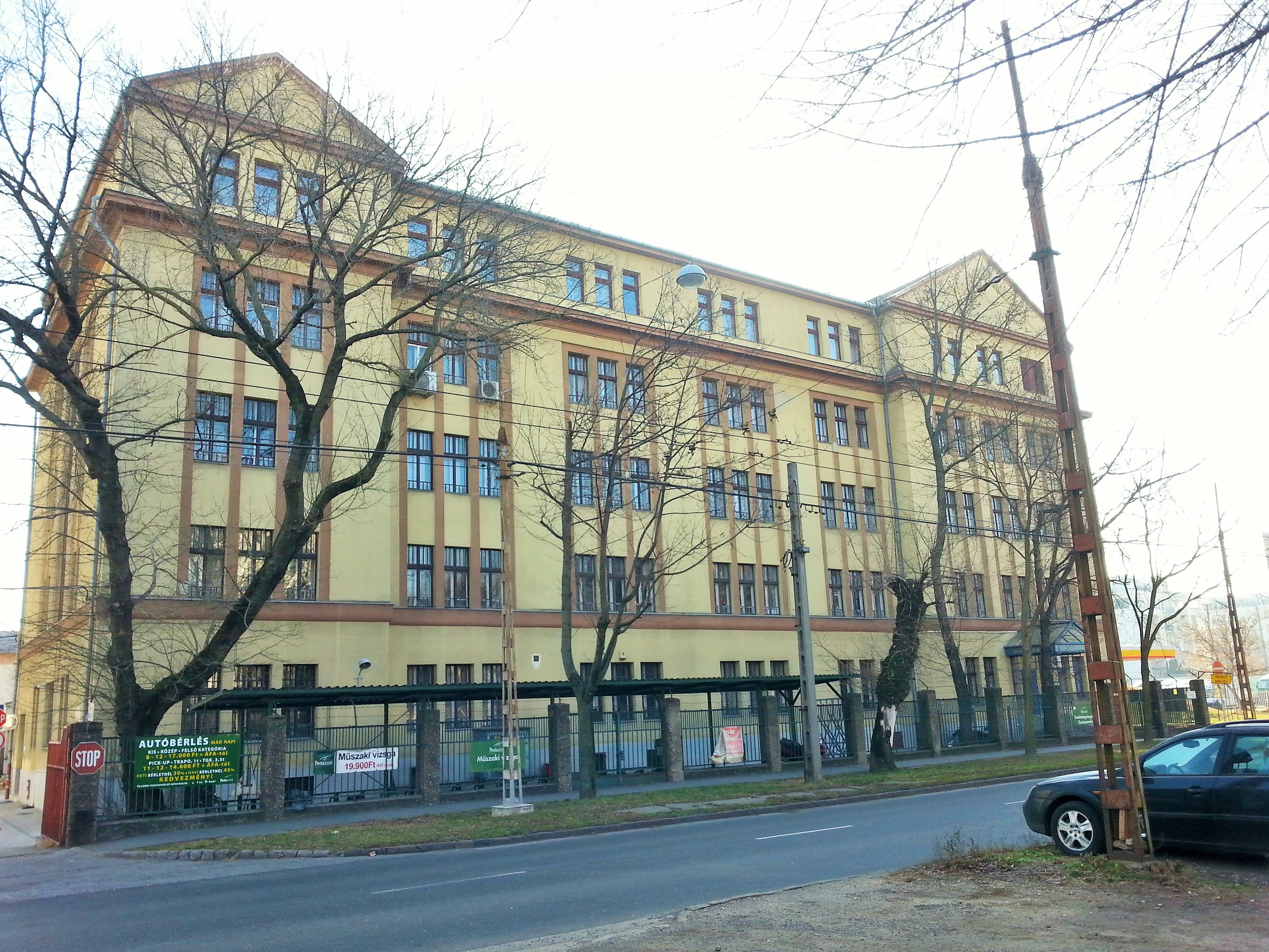
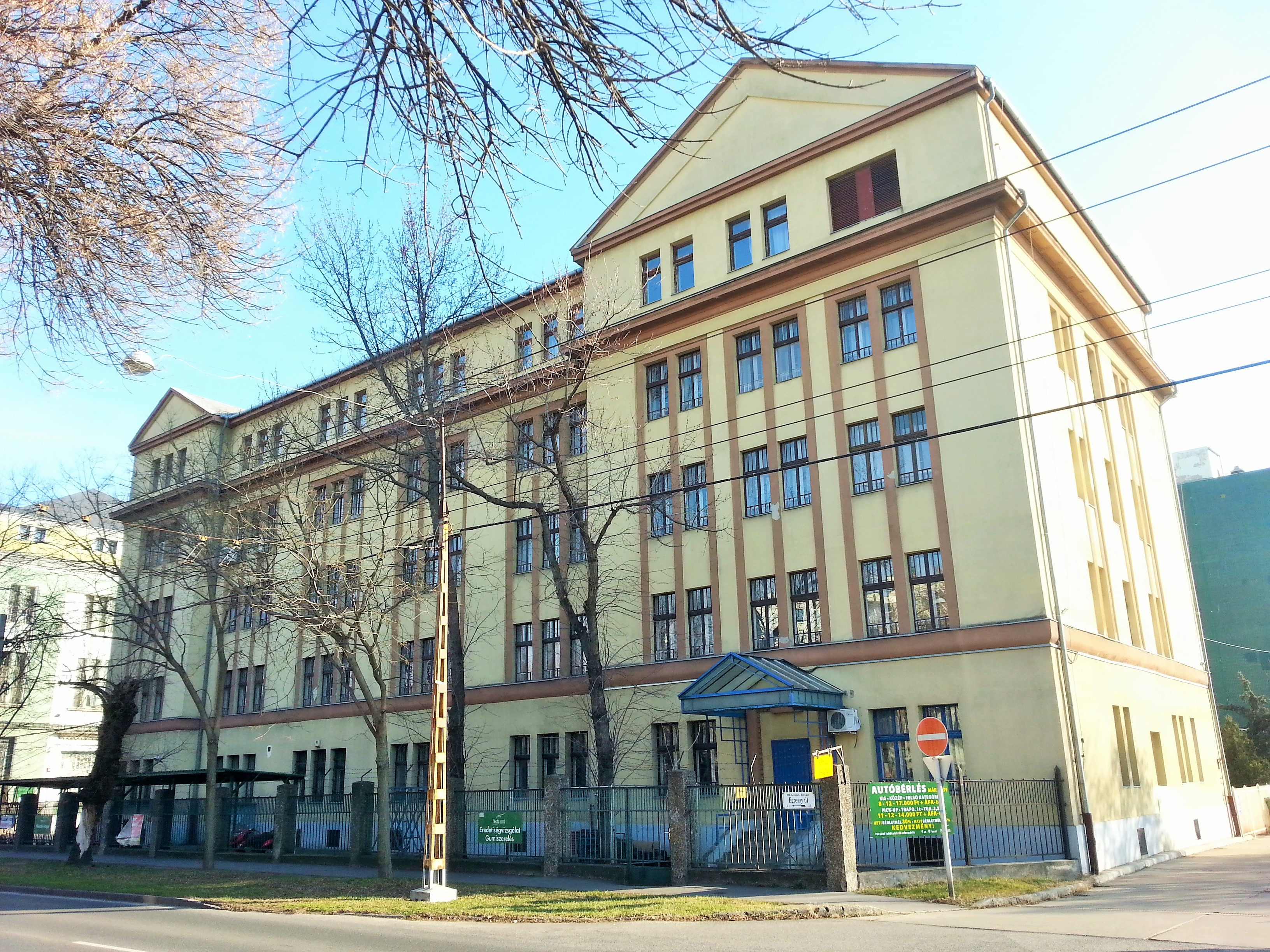
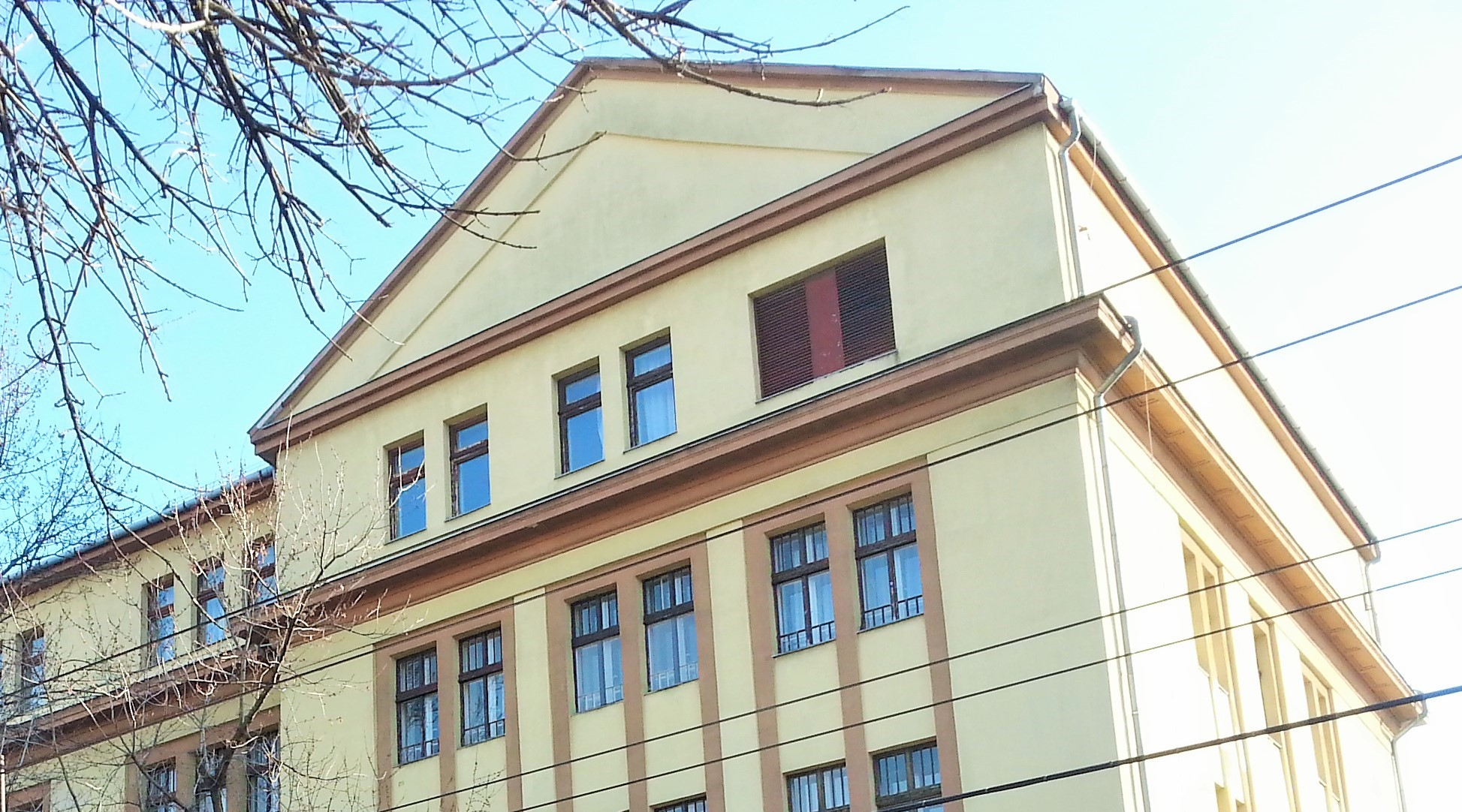

## Egyéb irodalom
- (szerk.) Bakos János – Kiss Antalné – Kovács Gergelyné: Postaépítészet Magyarországon, Távközlési Könyvkiadó, Budapest, 1992, ISBN 963-7588-07-8

## Egyéb külső hivatkozások
- Archív felvételek
- Fényképes összefoglalás
- Így törtek a postásautók a Rákosi-korszakban
- 52 év után, ismét ellátogattam az Egressy út 35-be a Posta Központi Járműtelepére